# Kirkuk Air Base
Kirkuk Air Base är en flygplats i Irak.   Den ligger i distriktet Kirkuk District och provinsen Kirkuk, i den norra delen av landet, 240 km norr om huvudstaden Bagdad. Kirkuk Air Base ligger 321 meter över havet.
Terrängen runt Kirkuk Air Base är platt. Runt Kirkuk Air Base är det ganska tätbefolkat, med 144 invånare per kvadratkilometer. Närmaste större samhälle är Kirkuk, 3,9 km öster om Kirkuk Air Base. Omgivningarna runt Kirkuk Air Base är i huvudsak ett öppet busklandskap.